# Mantse Aryeequaye
Mantse Aryeequaye, är en ghanansk filmregissör och entreprenör som tillsammans med Sionne Neely grundade Chale Wote Street Art Festival.
I september 2020 var han en av deltagarna på Bokmässan.